# International Amateur Radio Union
La Unión Internacional de Radioaficionados (en inglés International Amateur Radio Union o IARU) es una de las confederaciones internacional de asociaciones nacionales de radioaficionados fundada en 1925 que representa a los radioaficionados afiliados a las mismas ante las instancias gubernamentales internacionales, y asume por sí misma la tarea de poner orden y armonizar el uso de las bandas asignadas al servicio de radioaficionados.
Las funciones que se atribuye son las de ser un foro para debatir asuntos comunes, así como asume representar al conjunto de los radioaficionados ante la Unión Internacional de Telecomunicaciones.

## Órganos directivos
La IARU tiene un presidente, un vicepresidente, secretario y otros directivos (incluyendo representes por región), que conforman el Consejo de Administración.
El secretariado internacional de la IARU (IARUIS, de sus siglas en inglés IARU International Secretariat) es operado por una sociedad nacional de radioaficionados por elección de sus miembros. Actualmente, esa sociedad es la American Radio Relay League (ARRL), que opera el IARUIS desde sus oficinas centrales en Estados Unidos.

## Organización
La IARU está dividida en tres regiones:

### Región 1
- Región 1 - IARU Region 1 incluye las sociedades que representan a los operadores de Europa, Oriente Medio, África.

| Country                         | Member Society/web site                                    | Abbreviation                           | Founded | Admit'd |
| ------------------------------- | ---------------------------------------------------------- | -------------------------------------- | ------- | ------- |
| Albania                         | Albanian Amateur Radio Association                         | AARA                                   |         |         |
| Argelia                         | Amateurs Radio Algeriens                                   | ARA                                    |         |         |
| Andorra                         | Unió de Radioaficionats Andorrans                          | URA                                    |         |         |
| Armenia                         | Federation of Radiosport of the Republic of Armenia        | FRRA                                   |         |         |
| Austria                         | Österreichischer Versuchssenderverband                     | OEVSV                                  |         |         |
| Baréin                          | Amateur Radio Association of Bahrain                       | ARAB                                   |         |         |
| Bielorrusia                     | Belarussian Federation of Radioamateurs and Radiosportsmen | BFRR                                   |         |         |
| Bélgica                         | Royal Union of Belgian Radio Amateurs                      | UBA                                    |         |         |
| Bosnia y Herzegovina            | Asocijacija Radioamatera u Bosne i Hercegovine             | ARABH                                  |         |         |
| Botsuana                        | Botswana Amateur Radio Society                             | BARS                                   |         |         |
| Bulgaria                        | Bulgarian Federation of Radio Amateurs                     | BFRA                                   |         |         |
| Burkina Faso                    | Association des Radioamateurs du Burkina Faso              | ARBF                                   |         |         |
| Camerún                         | Association des Radio Amateurs du Cameroun                 | ARTJ                                   |         |         |
| Catar                           | Qatar Amateur Radio Society                                | QARS                                   |         |         |
| Costa de Marfil                 | Association Des Radio Amateurs Ivoiriens                   | ARAI                                   |         |         |
| Croacia                         | Hrvatski Radioamaterski Savez                              | HRS                                    |         |         |
| Chipre                          | Cyprus Amateur Radio Society                               | CARS                                   |         |         |
| Dinamarca                       | Experimenterende Danske Radioamatører                      | EDR                                    |         |         |
| Egipto                          | Egypt Amateurs Radio Assembly                              | EARA                                   |         |         |
| EAU                             | Emirates Amateur Radio Society                             | EARS                                   |         |         |
| Eslovaquia                      | Slovenský Zväz Rádioamatérov                               | SZR                                    |         |         |
| Eslovenia                       | Zveza Radioamaterjev Slovenije                             | ZRS                                    |         |         |
| España                          | Unión de Radioaficionados Españoles                        | URE                                    |         |         |
| Estonia                         | Eesti Raadioamatööride Ühing                               | ERAU                                   |         |         |
| Etiopía                         | Ethiopian Amateur Radio Society                            | EARS                                   |         |         |
| Islas Feroe                     | Føroyskir Radioamatørar                                    | FRA                                    |         |         |
| Finlandia                       | Suomen Radioamatööriliitto                                 | SRAL                                   |         |         |
| Francia                         | Réseau des Émetteurs Français                              | REF                                    |         |         |
| Gabón                           | Association Gabonaise des Radio-Amateurs                   | AGRA                                   |         |         |
| Gambia                          | Radio Society of The Gambia                                | RSTG                                   |         |         |
| Georgia                         | National Association Radioamateurs of Georgia              | NARG                                   |         |         |
| Alemania                        | Deutscher Amateur-Radio-Club                               | DARC                                   |         |         |
| Ghana                           | Ghana Amateur Radio Society                                | GARS                                   |         |         |
| Gibraltar                       | Gibraltar Amateur Radio Society                            | GARS                                   |         |         |
| Grecia                          | Radio Amateur Association of Greece                        | RAAG                                   |         |         |
| Guinea                          | Association des Radioamateurs de Guinea                    | ARGUI                                  |         |         |
| Hungría                         | Magyar Rádióamatõr Szövetség                               | MRASZ                                  | 1928    | 1936    |
| Islandia                        | Íslenskir Radíóamatörar                                    | IRA                                    |         |         |
| Irak                            | Iraqi Amateur Radio Society                                | IARS                                   |         |         |
| Irlanda                         | Irish Radio Transmitters Society                           | IRTS                                   |         |         |
| Israel                          | Israel Amateur Radio Club                                  | IARC                                   |         |         |
| Italia                          | Associazione Radioamatori Italiani                         | ARI                                    |         |         |
| Jordania                        | Royal Jordanian Radio Amateur Society                      | RJRAS                                  |         |         |
| Kazajistán                      | Kazakhstan Federation of Radiosport and Radio Amateur      | KFRR                                   |         |         |
| Kenia                           | Amateur Radio Society of Kenya                             | ARSK                                   |         |         |
| Kuwait                          | Kuwait Amateur Radio Society                               | KARS                                   |         |         |
| Letonia                         | Latvijas Radio Amatieru Līga                               | LRAL                                   |         |         |
| Líbano                          | Radio Amateurs of Lebanon                                  | RAL                                    |         |         |
| Lesoto                          | Lesotho Amateur Radio Society                              | LARS                                   |         |         |
| Liberia                         | Liberia Radio Amateur Association                          | LRAA                                   |         |         |
| Liechtenstein                   | Amateurfunk Verein Liechtenstein                           | AFVL                                   |         |         |
| Lituania                        | Lietuvos Radijo Mėgėjų Draugija                            | LRMD                                   |         |         |
| Luxemburgo                      | Réseau Luxembourgeois des Amateurs d'Ondes Courtes         | RL                                     |         |         |
| Macedonia del Norte             | Radioamaterski Sojuz na Makedonija                         | RSM                                    |         |         |
| Mali                            | Club des Radioamateurs et Affilies du Mali                 | CRAM                                   |         |         |
| Malta                           | Malta Amateur Radio League                                 | MARL                                   |         |         |
| Mauricio                        | Mauritius Amateur Radio Society                            | MARS                                   |         |         |
| Moldavia                        | Asociatia Radioamatorilor din Moldova                      | ARM                                    |         |         |
| Mónaco                          | Association des Radio-Amateurs de Monaco                   | ARM                                    |         |         |
| Mongolia                        | Mongolian Radio Sport Federation                           | MRSF                                   |         |         |
| Montenegro                      | Montenegrin Amateur Radio Pool                             | MARP                                   | 2008    |         |
| Marruecos                       | Association Royale des Radio Amateurs du Maroc             | ARRAM                                  |         |         |
| Mozambique                      | Liga dos Rádio Emissores de Moçambique                     | LREM                                   |         |         |
| Namibia                         | Namibian Amateur Radio League                              | NARL                                   |         |         |
| Países Bajos                    | Vereniging voor Experimenteel Radio Onderzoek Nederland    | VERON                                  |         |         |
| Nigeria                         | Nigeria Amateur Radio Society                              | NARS                                   |         |         |
| Noruega                         | Norsk Radio Relæ Liga                                      | NRRL                                   |         |         |
| Omán                            | Royal Omani Amateur Radio Society                          | ROARS                                  |         |         |
| Polonia                         | Polski Związek Krótkofalowców                              | PZK                                    |         |         |
| Portugal                        | Rede dos Emissores Portugueses                             | REP                                    |         |         |
| Reino Unido                     | Radio Society of Great Britain                             | RSGB                                   |         |         |
| República Checa                 | Český Radioklub                                            | CRK                                    |         |         |
| República Democrática del Congo | Association des Radio Amateurs du Congo                    | ARAC                                   |         |         |
| Rumania                         | Federaţia Română de Radioamatorism                         | FRR                                    |         |         |
| Rusia                           | Russian Amateur Radio Union                                | SRR                                    |         |         |
| San Marino                      | Associazione Radioamatori della Repubblica di San Marino   | ARRSM                                  |         |         |
| Senegal                         | Association des Radio-Amateurs du Senegal                  | ARAS                                   |         |         |
| Serbia                          | Savez Radio-Amatera Srbije                                 | SRS                                    |         |         |
| Sierra Leona                    | Sierra Leone Amateur Radio Society                         | SLARS                                  |         |         |
| Sudáfrica                       | South African Radio League                                 | SARL                                   |         |         |
| Suazilandia                     | Radio Society of Swaziland                                 | RSS                                    |         |         |
| Suecia                          | Föreningen Sveriges Sändareamatörer                        | SSA                                    |         |         |
| Suiza                           | Union of Swiss Short Wave Amateurs                         | USKA                                   |         |         |
| Siria                           | Syrian Scientific Technical Amateur Radio Society          | SSTARS                                 |         |         |
| Tayikistán                      | Tajik Amateur Radio League                                 | TARL                                   |         |         |
| Tanzania                        | Tanzania Amateur Radio Club                                | TARC                                   |         |         |
| Túnez                           | Association Tunisienne des Radioamateurs                   | ASTRA                                  |         |         |
| Turquía                         | Telsiz ve Radyo Amatörleri Cemiyeti                        | TRAC                                   |         |         |
| Turkmenistán                    | Liga Radiolyubiteley Turkmenistana                         | LRT                                    |         |         |
| Uganda                          | Uganda Amateur Radio Society                               | UARS                                   |         |         |
| Ucrania                         | Ukrainian Amateur Radio League                             | UARL                                   |         |         |
| Yemen                           | No representation—ham radio prohibited                     | No representation—ham radio prohibited |         |         |
| Yibuti                          | Association des Radioamateurs de Djibouti                  | ARAD                                   |         |         |
| Zambia                          | Radio Society of Zambia                                    | RSZ                                    |         |         |
| Zimbabue                        | Zimbabwe Amateur Radio Society                             | ZARS                                   |         |         |

### Región 2
- Región 2 - Incluye las sociedades que representan a los operadores de América.

| Country                   | Member Society                                                           | Abbreviation |
| ------------------------- | ------------------------------------------------------------------------ | ------------ |
| Anguila                   | Anguilla Amateur Radio Society                                           | AARS         |
| Antigua y Barbuda         | Antigua and Barbuda Amateur Radio Society                                | ABARS        |
| Antillas Neerlandesas     | Vereniging voor Experimenteel Radio Onderzoek in de Nederlandse Antillen | VERONA       |
| Argentina                 | Radio Club Argentino                                                     | RCA          |
| Aruba                     | Aruba Amateur Radio Club                                                 | AARC         |
| Bahamas                   | Bahamas Amateur Radio Society                                            | BARS         |
| Barbados                  | Amateur Radio Society of Barbados                                        | ARSB         |
| Belice                    | Belize Amateur Radio Club                                                | BARC         |
| Bermudas                  | Radio Society of Bermuda                                                 | RSB          |
| Bolivia                   | Radio Club Boliviano                                                     | RCB          |
| Brasil                    | Liga de Amadores Brasileiros de Rádio Emissão                            | LABRE        |
| Islas Vírgenes Británicas | British Virgin Islands Radio League                                      | BVIRL        |
| Canadá                    | Radio Amateurs of Canada                                                 | RAC          |
| Islas Caimán              | Cayman Amateur Radio Society                                             | CARS         |
| Chile                     | Radio Club de Chile                                                      | RCCH         |
| Colombia                  | Liga Colombiana de Radioaficionados                                      | LCRA         |
| Costa Rica                | Radio Club de Costa Rica                                                 | RCCR         |
| Cuba                      | Federación de Radioaficionados de Cuba                                   | FRC          |
| Dominica                  | Dominica Amateur Radio Club                                              | DARCI        |
| República Dominicana      | Radio Club Dominicano                                                    | RCD          |
| Ecuador                   | Guayaquil Radio Club                                                     | GRC          |
| El Salvador               | Club de Radio Aficionados de El Salvador                                 | CRAS         |
| Granada                   | Grenada Amateur Radio Club                                               | GARC         |
| Guatemala                 | Club de Radioaficionados de Guatemala                                    | CRAG         |
| Guyana                    | Guyana Amateur Radio Association                                         | GARA         |
| Haití                     | Radio Club d'Haïti                                                       | RCH          |
| Honduras                  | Radio Club de Honduras                                                   | RCH          |
| Jamaica                   | Jamaica Amateur Radio Association                                        | JARA         |
| México                    | Federación Mexicana de Radioexperimentadores                             | FMRE         |
| Montserrat                | Montserrat Amateur Radio Society                                         | MARS         |
| Nicaragua                 | Club de Radioexperimentadores de Nicaragua                               | CREN         |
| Panamá                    | Liga Panameña de Radioaficionados                                        | LPRA         |
| Paraguay                  | Radio Club Paraguayo                                                     | RCP          |
| Perú                      | Radio Club Peruano                                                       | RCP          |
| Surinam                   | Vereniging van Radio Amateurs in Suriname                                | VRAS         |
| Trinidad y Tobago         | Trinidad and Tobago Amateur Radio Society                                | TTARS        |
| Islas Turcas y Caicos     | Turks and Caicos Amateur Radio Society                                   | TACARS       |
| Estados Unidos            | American Radio Relay League                                              | ARRL         |
| Uruguay                   | Radio Club Uruguayo                                                      | RCU          |
| Venezuela                 | Radio Club Venezolano                                                    | RCV          |

### Región 3
- Región 3 -  incluye las sociedades que representan a los operadores de Oceanía y la mayor parte de Asia.

| País               | Member Society                                       | Abreviación                            |
| ------------------ | ---------------------------------------------------- | -------------------------------------- |
| Australia          | Wireless Institute of Australia                      | WIA                                    |
| Bangladés          | Bangladesh Amateur Radio League                      | BARL                                   |
| Birmania           | Burma Amateur Radio Transmitting Society             | BARTS                                  |
| Brunéi             | Brunei Darussalam Amateur Radio Association          | BDARA                                  |
| China              | Chinese Radio Sports Association                     | CRSA                                   |
| China Taipéi       | Chinese Taipei Amateur Radio League                  | CTARL                                  |
| Corea del Norte    | No representation—ham radio prohibited               | No representation—ham radio prohibited |
| Corea del Sur      | Korean Amateur Radio League                          | KARL                                   |
| Fiyi               | Fiji Association of Radio Amateurs                   | FARA                                   |
| Hong Kong          | Hong Kong Amateur Radio Transmitting Society         | HARTS                                  |
| India              | Amateur Radio Society of India                       | ARSI                                   |
| Indonesia          | Organisasi Amatir Radio Indonesia                    | ORARI                                  |
| Japón              | Japan Amateur Radio League                           | JARL                                   |
| Macao              | Associação dos Radioamadores de Macau                | ARM                                    |
| Malasia            | Malaysian Amateur Radio Transmitters' Society        | MARTS                                  |
| Nueva Caledonia    | Association des Radio-Amateurs de Nouvelle-Calédonie | ARANC                                  |
| Nueva Zelanda      | New Zealand Association of Radio Transmitters        | NZART                                  |
| Pakistán           | Pakistan Amateur Radio Society                       | PARS                                   |
| Papúa Nueva Guinea | Papua New Guinea Amateur Radio Society               | PNGARS                                 |
| Filipinas          | Philippine Amateur Radio Association                 | PARA                                   |
| Islas Pitcairn     | Pitcairn Island Amateur Radio Association            | PIARA                                  |
| Polinesia Francesa | Club Oceanien de Radio et d'Astronomie               | CORA                                   |
| Samoa              | Samoa Amateur Radio Club                             | SARC                                   |
| Singapur           | Singapore Amateur Radio Transmitting Society         | SARTS                                  |
| Islas Salomón      | Solomon Islands Radio Society                        | SIRS                                   |
| Sri Lanka          | Radio Society of Sri Lanka                           | RSSL                                   |
| Tailandia          | Radio Amateur Society of Thailand                    | RAST                                   |
| Tonga              | Amateur Radio Club of Tonga                          | ARCOT                                  |
| Reino Unido        | Radio Society of Great Britain                       | RSGB                                   |
| Estados Unidos     | American Radio Relay League                          | ARRL                                   |
| Vanuatu            | Vanuatu Amateur Radio Society                        | VARS                                   |
| Vietnam            | Vietnam Amateur Radio Club                           | VARC                                   |

## Actividades
La IARU organiza actividades para los radioaficionados a lo largo del planeta.
- Por ejemplo, las reglas para telegrafía de alta velocidad son editadas por un Grupo de Trabajo de la IARU.
- Otro ejemplo es la radiolocalización, un deporte cuyas reglas y cuya organización también están a cargo de la IARU; por ejemplo, los campeonatos regionales y mundiales.
  - La radiolocalización es una carrera que consiste en localizar a pie una baliza de frecuencia conocida en un terreno accidentado y desconocido, con la ayuda de un receptor de radio y una antena sumamente direccional. Comúnmente conocida como la "caza del zorro".

La IARU se implica menos en los concursos de radioaficionados. Aun así, auspicia una competencia anual conocida como el Campeonato Mundial HF IARU. La IARU no administra directamente esos eventos, sino que los delega a otras organizaciones, y las patrocina.

## Sitios externos de interés
- Sitio web de la International Amateur Radio Union
- División de las tres regiones IARU

- Datos: Q1352600
- Multimedia: International Amateur Radio Union / Q1352600